# Elissarrhena grandifolia
Elissarrhena grandifolia är en tvåhjärtbladig växtart som beskrevs av Friedrich Ludwig Diels. Elissarrhena grandifolia ingår i släktet Elissarrhena och familjen Menispermaceae. Inga underarter finns listade i Catalogue of Life.